# Şərədil
Şərədil är en ort i Azerbajdzjan.   Den ligger i distriktet Şamaxı, i den centrala delen av landet, 120 km väster om huvudstaden Baku. Şərədil ligger 740 meter över havet och antalet invånare är 581.
Terrängen runt Şərədil är kuperad. Närmaste större samhälle är Shamakhi, 14,1 km öster om Şərədil.
Trakten runt Şərədil består till största delen av jordbruksmark. Runt Şərədil är det ganska glesbefolkat, med 45 invånare per kvadratkilometer.